# Sebastián Chico Martínez
Sebastián Chico Martínez (ur. 12 maja 1968 w Cehegín) – hiszpański duchowny rzymskokatolicki, biskup Jaén od 2021.

## Życiorys

### Prezbiterat
Święcenia kapłańskie otrzymał 7 lipca 2001 i został inkardynowany do diecezji Kartageny. Pracował głównie jako duszpasterz parafialny. W latach 2010–2011 był wikariuszem biskupim dla Murcii, a w kolejnych latach pełnił funkcję rektora niższego i wyższego seminarium duchownego.

### Episkopat
20 lutego 2019 papież Franciszek mianował go biskupem pomocniczym diecezji Kartageny, ze stolicą tytularną Valliposita. Sakry udzielił mu 11 maja 2019 biskup José Manuel Lorca Planes.
25 października 2021 został mianowany biskupem ordynariuszem diecezji Jaén, zaś 27 listopada 2021 kanonicznie objął urząd.